# Шерідан (округ, Північна Дакота)
Шаблон:StateAbbr_ 47°35′ пн. ш. 100°20′ зх. д. / 47.58° пн. ш. 100.34° зх. д.
Округ Шерідан (англ. Sheridan County) — округ (графство) у штаті Північна Дакота, США. Ідентифікатор округу 38083.

## Історія
Округ утворений 1873 року.

## Демографія
За даними перепису
2000 року
загальне населення округу становило 1710 осіб, усе сільське.
Серед мешканців округу чоловіків було 879, а жінок — 831. В окрузі було 731 домогосподарство, 515 родин, які мешкали в 924 будинках.
Середній розмір родини становив 2,8.
Віковий розподіл населення поданий у таблиці:
| Стать    | До 15 років | 15-21 | 22-29 | 30-39 | 40-49 | 50-65 | 65-85 | Понад 85 |
| -------- | ----------- | ----- | ----- | ----- | ----- | ----- | ----- | -------- |
| Чоловіки | 141         | 85    | 27    | 85    | 139   | 181   | 201   | 20       |
| Жінки    | 140         | 47    | 34    | 77    | 132   | 167   | 203   | 31       |

## Суміжні округи
- Макгенрі — північ
- Пієрс — північний схід
- Веллс — схід
- Кіддер — південний схід
- Берлі — південь
- Маклейн — захід

## Виноски
1. ↑  US Decennial Census. US Census Bureau. Архів оригіналу за 19 липня 2018. Процитовано 1 лютого 2015.
2. ↑  Historical Census Browser. University of Virginia Library. Архів оригіналу за 11 серпня 2012. Процитовано 1 лютого 2015.
3. ↑  Forstall, Richard L., ред. (20 квітня 1995). Population of Counties by Decennial Census: 1900 to 1990. US Census Bureau. Архів оригіналу за 5 березня 2015. Процитовано 1 лютого 2015.
4. ↑  Census 2000 PHC-T-4. Ranking Tables for Counties: 1990 and 2000 (PDF). US Census Bureau. 2 квітня 2001. Архів оригіналу (PDF) за 18 грудня 2014. Процитовано 1 лютого 2015.
5. ↑  State & County QuickFacts. United States Census Bureau. Архів оригіналу за 18 липня 2011. Процитовано 1 листопада 2013. [Архівовано 2011-06-07 у Wayback Machine.](англ.) Наведено за англійською вікіпедією.
6. ↑  American FactFinder. Бюро перепису населення США. Архів оригіналу за 26 лютого 2012. Процитовано 31 січня 2008. [Архівовано 2008-05-21 у Wayback Machine.]

| США | Це незавершена стаття з географії США. Ви можете допомогти проєкту, виправивши або дописавши її. |